# روبرت دودلي آدامز
روبرت دودلي آدامز (بالإنجليزية: Robert Dudley Adams)‏ هو صحفي وكاتب أسترالي، ولد في 9 يوليو 1829، وتوفي في 5 أبريل 1912.